# مجتبی یادگاری(دونده)
مجتبی یادگاری (زاده ۳۱ فروردین ۱۳۷۰ در اراک) ورزشکار ایرانی در رشته دو استقامت و دونده ماراتن است. وی دارنده رکوردهای ملی، آسیایی و جهانی در این رشته بوده و به عنوان سفیر صلح جمعیت هلال‌احمر ایران شناخته می‌شود.

## زندگی‌نامه
مجتبی یادگاری در شهر اراک به دنیا آمد. قد او ۱٫۸۶ متر و وزنش ۸۰ کیلوگرم است. وی از جوانی فعالیت ورزشی خود را در رشته دو استقامت آغاز کرد و به مرور به یکی از چهره‌های شاخص این رشته در ایران تبدیل شد.

## فعالیت ورزشی
در طول دوران حرفه‌ای خود، یادگاری موفق به ثبت رکوردهای مهمی شده است:
- در سال ۲۰۱۲، رکورد ملی دو استقامت ایران را به ثبت رساند.[۱]
- در سال ۲۰۱۴، رکورد آسیایی این رشته را کسب کرد.[۱]
- در سال ۲۰۲۵، دو رکورد جهانی در دو استقامت به نام خود ثبت نمود.[۱]

این رکوردها توسط سازمان بین‌المللی ثبت رکوردهای ماراتن (IMARO) تأیید شده است.

## سفیر صلح و فعالیت‌های انسان‌دوستانه
مجتبی یادگاری با لقب «دونده صلح و دوستی» در ایران شناخته می‌شود و از سوی جمعیت هلال‌احمر ایران به عنوان سفیر صلح معرفی شده است.
وی چندین رویداد دو نمادین برای ترویج پیام صلح و وحدت در استان‌های مختلف برگزار کرده است که از جمله آنها می‌توان به موارد زیر اشاره کرد:
- در سال ۲۰۱۹، مسیری ۸۰ کیلومتری را طی ۸ استان ایران دوید و پرچم صلح و دوستی را حمل کرد.[۳][۴]
- فیلم کوتاهی از این رویداد ۱۷ روزه در وب‌سایت ورزش۳ منتشر شد.[۵]
- رسانه‌های مختلف از جمله ایرنا، ایلنا و دیگر خبرگزاری‌ها این فعالیت‌ها را پوشش داده‌اند.[۶][۷]

فعالیت‌های یادگاری به عنوان نمادی از جوانان ایران در مسیر توسعه فرهنگی و ورزشی مطرح شده است.

## پیوندهای بیرونی
- پروفایل رسمی مجتبی یادگاری در IMARO
- IFRC – دونده صلح ایران (جمعیت هلال‌احمر)